# Овстугская волость
О́встугская во́лость — административно-территориальная единица в составе Брянского уезда Орловской губернии (с 1921 – Бежицкого уезда Брянской губернии).
Административный центр — село Овстуг.

## История
Волость образована в ходе реформы 1861 года. Первоначально в состав волости входило 22 сельских общества; площадь волости составляла 537,3 км², а население – 9959 чел.
В ходе укрупнения волостей, в 1924 году к Овстугской волости были присоединены значительные части соседних Госомской и Княвичской волостей.
В 1929 году, с введением районного деления, волость была упразднена, а её территория разделена между Жуковским, Брянским и Жирятинским районами Брянского округа Западной области (ныне – в составе Брянской области).

## Административное деление
В 1920 году в состав Овстугской волости входили следующие сельсоветы: Антоновский, Балтийский, Белоголовльский, Бетовский, Вщижский, Городецкий, Дорогинский, Дубровенский, Дуброславский, Дятьковичский, Костылевский, Красненский, Леденёвский, Лелятинский, Летошницкий, Митьковщинский, Молотинский, Неготинский, Никольский, Овстугской, Песоченский, Речицкий 1-й и 2-й, Ржаницкий, Руднянский, Силеевский, Спинкский, Токарёвский, Троснянский, Угостьский, Хоробровичский, Чернетовский, Чудиновский, Шамординский.
По состоянию на 1 января 1928 года, Овстугская волость включала в себя следующие сельсоветы: Балтийский, Белоголовльский, Быковичский, Городецкий, Госамский, Дятьковичский, Крыжинский, Леденевский, Лелятинский, Летошницкий, Молотинский, Неготинский, Новоселковский, Овстугский, Опыханский, Речицкий, Столбянский, Страшевичский, Троснянский, Чернетовский, Шамординский, Шапкинский.

## Состав волости
- с. Белоголовль
- с. Бетово
- с. Вщиж
- хутор Вязьмитина
- хутор Гостиловка
- д. Дорогинь
- д. Дуброславичи
- д. Дятьковичи
- д. Костыли
- д. Леденёво (Леденево)
- д. Лелятино
- д. Летошники
- д. Митьковщина
- д. Молотино
- д. Неготино
- д. Никольская Слобода
- с. Овстуг — волостной центр
- д. Песочня
- с. Речица
- Сельцо Рудное
- д. Спинка
- д. Струговня
- с. Токарёво (Токарево)
- пос. Угость
- хутор Угость
- д. Храбровичи
- с. Чернетово
- д. [[Чудиново] (Брянская область)|]
- д. Шамордино